# Ай Сыци
Ли Шэнсюа́нь (кит. трад. 李生萱), писавший под псевдонимом Ай Сыци́ (кит. упр. 艾思奇; 1910—1966) — китайский философ

, теоретик Коммунистической партии Китая, популяризатор марксистской идеологии.
Родился в провинции Юньнань в монгольской (кацо) семье, позднее переехал в Гонконг, где изучал английский и французский языки в протестантской школе и испытал влияние идей Сунь Ятсена и марксизма. Был заведующим кафедрой философии Высшей партийной школы при ЦК КПК.
Акцентируя внимание на диалектическом материализме, выделял пять законов материалистической диалектики. Опираясь на историко-философскую традицию Китая, утверждал, что в истории китайской мысли существуют «элементы диалектического материализма». Выступал с критикой философских взглядов Лян Шумина.

## Сочинения
- Избранное по философии. — Шанхай, 1946.
- Философия масс (Дачжун чжэсюе)(《大众哲学》). — Далянь, 1948.
- Что такое материализм и что такое идеализм. — Пекин, 1955.
- Критика философских идей Лян Шумина. — Пекин, 1956.
- Курс лекций по диалектическому материализму. — Пекин, 1957.
- Основы диалектического материализма.(《辨证唯物主义纲要》). — Пекин, 1959.
- Ai Siqi Surreptitious Substitution of Theory of Reconciliation of Contradictions and Classes for Revolutionary Dialectics Must Not Be Permitted // Beijing, Renmin Ribao, May 20, 1965. Translated in Survey of China Mainland Press, vol. 3475, 11 June 1965, pp. 1-11.

## На русском языке
- Ай Сы-ци. Лекции по диалектическому материализму. — М.: Госполитиздат, 1959. — 308 с.